# Myrmica rubra
Myrmica rubra, cunoscută și sub numele de furnica roșie comună sau în mod eronat furnica de foc europeană, este o specie de furnică din genul Myrmica, găsită peste tot în Europa și este acum invazivă în unele părți ale Americii de Nord și Asia. Este în principal de culoare roșie, cu o pigmentare puțin mai închisă pe cap. Aceste furnici trăiesc sub pietre și copaci căzuți și în sol. Sunt agresive, adesea atacă în loc să fugă și sunt echipate cu un ac, deși nu au capacitatea de a pulveriza acid formic ca genul Formica.
Această specie este foarte asemănătoare cu M. ruginodis, dar M. rubra este cea mai obișnuită dintre cele două. 
Larvele fluturilor Phengaris alcon (Alcon albastru) și P. teleius (albastru mare rar) sunt folosiți de M. rubra ca gazdă principală.

## Distribuție și habitat
Aceasta este una dintre cele mai comune și mai răspândite specii Myrmica din Palaearctica. Se întâlnește în regiunea care se întinde din Portugalia până în Siberia de Est (până în Transbaikalia) și din nordul Greciei până în zona de pădure-tundră din nord. De asemenea, colonizează America de Nord, unde este considerată o specie dăunătoare.
Aceste furnici sunt foarte comune în Europa și Marea Britanie și trăiesc în pajiști și grădini. Ele trăiesc cu o dietă de roza de miere excretată de afide și se hrănesc cu multe tipuri de insecte și alte nevertebrate. Ele vor ataca orice creatură care le tulbură cuibul, dar nu sunt la fel de agresive ca furnica de foc importată roșie. De asemenea, consumă polen, un fenomen rar documentat la furnicile din zona temperată.

## Comportament
Coloniile acestei furnici au o formă poligină și pot include până la o sută de mătci per cuib. Aceste regine se vor fi adunat împreună după zborul lor nupțial, și-au format un cuib și și-au depus ouăle în el. Specia este, de asemenea, polidomă, cu multe locuri de cuibărit per colonie individuală. Reginele pot trăi până la cincisprezece ani. Zborurile nupțiale au loc în mod normal la sfârșitul lunii iulie până la jumătatea lunii august în Europa. Sute de tinere mătci si masculi își iau zborul pentru a se imperechea impreună. După aceea, masculii mor și reginele își aruncă aripile pentru a face o nouă colonie. Niciun zbor nupțial nu a fost încă observat de la această specie care trăiește în America de Nord, totuși au fost înregistrate roiuri de împerechere numai pentru masculi în Newfoundland și Labrador, Canada.
Furnicile explorează zona înconjurătoare din jurul cuibului lor și caută materiale, atât vegetale, cât și animale, pentru a-și hrăni coloniile. Când găsesc cadavre, furnicile ridică cadavrele și le duc repede departe de cuib până la 3 metri (9,8 ft). Ele aleg locații aleatoriu și astfel această specie nu creează cimitire.